# (2293) Guernica
(2293) Guernica es un asteroide perteneciente al cinturón de asteroides, descubierto el 13 de marzo de 1977 por Nikolái Stepánovich Chernyj desde el Observatorio Astrofísico de Crimea (República de Crimea).

## Designación y nombre
Designado provisionalmente como 1977 EH1. Fue nombrado Guernica en homenaje a Guernica y Luno, municipio de Vizcaya en España.